# Kathrine Narducci
Kathrine Narducci (New York, 12 augustus 1965) is een Amerikaans actrice van Italiaanse afkomst. Zij maakte haar film- en acteerdebuut in 1993 toen ze werd gecast in de film A Bronx Tale als Rosina Anello, de vrouw van het personage van Robert De Niro. Daarnaast was ze te zien als onder andere Charmaine Bucco in de televisieserie The Sopranos.

## Filmografie
- The Irishman (2019)
- Bad Education (2019)
- 79 Parts: Director's Cut (2019)
- American Dresser (2018)
- First We Take Brooklyn (2018)
- Cruise (2018)
- Lost Cat Corona (2017)
- Blue: The American Dream (2016)
- 79 Parts (2016)
- Zarra's Law (2014)
- Jersey Boys (2014)
- To Redemption (2012)
- The Last Gamble (2011)
- Group Seks (2010)
- Chicago Overcoat (2009)
- The Deported (2009)
- Blue (2009)
- Made in Brooklyn (2007)
- Two Family House (2000)
- Cuisine américaine (1998, aka American Cuisine)
- Witness to the Mob (1998, televisiefilm)
- Miracle on 34th Street (1994)
- A Bronx Tale (1993)

## Televisieseries
*Exclusief eenmalige gastrollen
- Godfather of Harlem - Olympia Gigante (2019, vijf afleveringen)
- Power - Frankie Lavarro (2014-2015, negen afleveringen)
- The Sopranos - Charmaine Bucco (1999-2007, negentien afleveringen)
- NYPD Blue - Angela Biaggi (1995-2004, twee afleveringen)
- Third Watch - Jayme Mankowicz (1999-2002, drie afleveringen)
- Law & Order - Mrs. Louisa D'Angelo (1994-1998, drie afleveringen)

- International Standard Name Identifier: 0000 0000 4388 3879
- Library of Congress Control Number: no2006061106
- Nationale Bibliotheek van Tsjechië: xx0174511
- Nationale Bibliotheek van Israël: 987009886332005171
- Virtual International Authority File: 44053488
- WorldCat: E39PBJwXcqWcRFGC7MYgcbMByd